# Abborrträsket (Jukkasjärvi socken, Lappland)
Abborrträsket är en sjö i Kiruna kommun i Lappland och ingår i Torneälvens huvudavrinningsområde.